# قطعنامه ۱۶۳۵ شورای امنیت
قطعنامه ۱۶۳۵ شورای امنیت سازمان ملل متحد که در تاریخ ۲۸ اکتبر ۲۰۰۵ تصویب شد، سندی بین‌المللی دربارهٔ اوضاع در مورد جمهوری دموکراتیک کنگو است. این قطعنامه طی نشست ۵۲۹۶ام با ۱۵ رای موافق، ۰ مخالف و ۰ ممتنع تصویب شد.